# 1960年ローマオリンピックのオランダ選手団
1960年ローマオリンピックのオランダ選手団（1960ねんローマオリンピックのオランダせんしゅだん）は、1960年8月25日から9月11日にかけてイタリアの首都ローマで開催された1960年ローマオリンピックのオランダ選手団、およびその競技結果。

## 概要
今大会は銀メダル1個、銅メダル2個の合計3個のメダルを獲得した。

## メダル
| メダル | 選手名                     | 競技 | 種目               |
| ------ | -------------------------- | ---- | ------------------ |
| 銀     | マリアンネ・ヘームスケルク | 競泳 | 女子100mバタフライ |